# Denai Sarang Burung
Denai Sarang Burung is een bestuurslaag in het regentschap Deli Serdang van de provincie Noord-Sumatra, Indonesië. Denai Sarang Burung telt 2726 inwoners (volkstelling 2010).